# Wereld Supercup
Het toernooi om de Wereld Supercup, ook wel de Intercontinental Champions's Supercup of de Intercontinental Supercup genoemd, was een voetbaltoernooi waarin winnaars van de eerder gespeelde wereldbekers tegen elkaar streden. Het toernooi dat voor het eerst werd georganiseerd bleek geen succes want alleen in 1968 en 1969 vond het toernooi doorgang. In 1970 kon het toernooi vanwege desinteresse bij de Europese teams geen doorgang vinden. In 1971, toen het toernooibestuur ging overwegen of er nog toekomst was voor een opzet als deze, moest men concluderen dat er geen nieuwe toernooien georganiseerd hoefden te worden. Dit kwam vooral omdat er weinig animo was vanuit Europese zijde. Door het stopzetten van het toernooi besloot de UEFA om een jaar later in 1972 te starten met de Europese Supercup.

## Teams
| Team           | Jaar van winst | Jaar van mogelijke deelname | Jaar van deelname |
| -------------- | -------------- | --------------------------- | ----------------- |
| Real Madrid    | 1960           | 1968, 1969, 1970            | Geen deelname     |
| Peñarol        | 1961           | 1968, 1969, 1970            | 1968, 1969        |
| Santos         | 1962           | 1968, 1969, 1970            | 1968, 1969        |
| Santos         | 1963           | 1968, 1969, 1970            | 1968              |
| Internazionale | 1964           | 1968, 1969, 1970            | 1968              |
| Internazionale | 1965           | 1968, 1969, 1970            | 1968              |
| Peñarol        | 1966           | 1968, 1969, 1970            | 1968, 1969        |
| Racing Club    | 1967           | 1968, 1969, 1970            | 1968, 1969        |
| Estudiantes    | 1968           | 1968, 1969, 1970            | 1969              |
| AC Milan       | 1969           | 1969, 1970                  | Geen deelname     |
| Feyenoord      | 1970           | 1970                        | Geen deelname     |

## Finales
| Jaar | Winnaar | Tweede         | Uitslag              |
| ---- | ------- | -------------- | -------------------- |
| 1968 | Santos  | Internazionale | 1–0                  |
| 1969 | Peñarol | Racing Club    | Geen finale gespeeld |

- In de editie van 1969 verzamelde Peñarol de meeste punten in de Zuid-Amerikaanse groep en werd daarom gekroond tot kampioen van de competitie.
De ploeg speelde in totaal zes wedstrijden in een dubbel round-robin-formaat tegen Estudiantes, Racing Club en Santos. Er deden geen Europese clubs mee aan het kampioenschap.